# Bogdan Kędzia
Bogdan Kędzia (ur. 28 stycznia 1939 w Wilnie, zm. 20 lipca 2020 w Poznaniu) – profesor dr hab. n. farm. Bogdan Kędzia był specjalistą w dziedzinie mikrobiologii leku roślinnego, produktów zielarskich oraz apiterapii. Autor wielu publikacji książkowych i artykułów, wieloletni redaktor czasopism naukowych oraz autorytet wśród farmaceutów i zwolenników medycyny naturalnej.
Stworzył grunt dla nowej dziedziny nauk biologicznych – mikrobiologii leku roślinnego.

## Życiorys
Bogdan Kędzia urodził się 28 stycznia 1939 roku w Wilnie jako syn Stanisława i Amandy Kędziów. Wykształcenie średnie odebrał w III Liceum Ogólnokształcącym w Gdańsku, czego finałem była zdana w 1957 roku matura. Następnie rozpoczął studia na Wydziale Farmaceutycznym Akademii Medycznej w Gdańsku (1959–1964). Obronę pracy magisterskiej pt. „Badania metabolizmu endogennego szczepów gronkowców pochodzących od chorych i od nosicieli” oraz tytuł magistra farmacji uzyskał w 1964 roku. Wzmożona działalność naukowa, prowadzona przez cały czas studiów, przyniosła cztery publikacje naukowe już na początkowym etapie edukacji wyższej.
Prace badawcze oraz naukę kontynuował na Akademii Medycznej w Poznaniu, pracując tam w latach 1965–1972 jako asystent i starszy asystent w Zakładzie Mikrobiologii Farmaceutycznej. W 1970 roku na podstawie rozprawy pt. „Właściwości metaboliczne gronkowców wrażliwych i opornych na chloramfenikol” uzyskał stopień doktora nauk farmaceutycznych.
Pracę w Instytucie Roślin i Przetworów Zielarskich (obecnie Instytut Włókien Naturalnych i Roślin Zielarskich) w Poznaniu rozpoczął w 1972 roku na stanowisku adiunkta i kierownika Pracowni Mikrobiologicznej Zakładu Farmakologii, w latach 1980–1986 pełnił obowiązki kierownika Zakładu Farmakologii, a w latach 1992–2002 był kierownikiem tegoż Zakładu. W 1999 roku uzyskał stopień doktora habilitowanego w zakresie mikrobiologii farmaceutycznej, a w 2000 roku tytuł profesora nadzwyczajnego w Instytucie Roślin i Przetworów Zielarskich w Poznaniu. W latach 2003–2015 był pracownikiem Zakładu Farmakologii i Fitochemii, a następnie Zakładu Innowacyjnych Biomateriałów i Nanotechnologii.

## Osiągnięcia naukowe i odznaczenia
W jego dorobku znajduje się blisko 700 publikacji, w tym prac eksperymentalnych i przeglądowych, komunikatów zjazdowych, prac popularno-naukowych, patentów, norm i publikacji książkowych Najważniejsze monografie: „Leczenie produktami pszczelimi”, „Produkty pszczół w medycynie” i „Lecznicze działanie miodu pszczelego w chorobach wewnętrznych”. Specjalista z zakresu mikrobiologii surowców i produktów zielarskich oraz apiterapii. Stworzył podwaliny pod nowy kierunek nauki – mikrobiologię leku roślinnego.
Przebywał na stażach naukowych w Chinach, Japonii, Korei i Nowej Zelandii. Członek Polskiego Towarzystwa Mikrobiologów, Polskiego Towarzystwa Farmaceutycznego, Pszczelniczego Towarzystwa Naukowego, Polskiego Komitetu Zielarskiego, Sekcji Fitoterapii Polskiego Towarzystwa Lekarskiego oraz Komisji Leku Naturalnego I Biotechnologii Komitetu Terapii i Nauk o Leku PAN. W latach 1979–1989 był sekretarzem redakcji „Herba Polonica”, w latach 1993–2005 redaktorem prowadzącym i członkiem Rady „Postępów Aerozoloterapii”, a od 2004 roku aż do śmierci redaktorem prowadzącym i członkiem Rady Redakcyjnej „Postępów Fitoterapii”. W latach 2010–2014 był prezesem Zarządu, a następnie członkiem Zarządu Sekcji Fitoterapii Polskiego Towarzystwa Lekarskiego.
Został odznaczony Srebrnym i Złotym Krzyżem Zasługi, Srebrną Odznaką „Zasłużony Pracownik Przemysłu Spożywczego i Skupu”, Honorową Odznaką Stowarzyszenia Naukowo-Technicznego Inżynierów i Techników Przemysłu Spożywczego, Srebrną Odznaką Honorową NOT, Medalem Oddziału Pszczelnictwa w Puławach, Złotą Odznaką Polskiego Związku Pszczelarskiego oraz Medalem Złotym za Długoletnią Służbę.
Znany z wielu wykładów z zakresu apiterapii wygłoszonych na konferencjach naukowych poświęconych leczniczym właściwościom produktów pszczelich.

## Wybrane publikacje
Jest autorem lub współautorem kilkunastu książek naukowych i popularno-naukowych z dziedziny apiterapii,
- Naturalne leki z ula (1992)[38]
- Leczenie produktami pszczelimi (1994)[39]
- Leczenie miodem (1998)[40]
- Produkty pszczół w profilaktyce i lecznictwie (2000)
- Leki z pasieki. Produkty pszczele w profilaktyce i lecznictwie (2005)[41]
- Produkty pszczół w terapii (2005)
- Produkty pszczół w medycynie (2007)[42]
- Miód. Skład i właściwości biologiczne (2008)[43]
- Leczenie chorób wewnętrznych ogólnie dostępnymi produktami pszczelimi w świetle badań klinicznych (2008)[44]
- Propolis w leczeniu chorób skóry (2009)[45]
- Lecznicze działanie miodu w chorobach wewnętrznych (2010)[46]
- Pierzga. Najcenniejszy produkt pszczeli (2010)[47]
- Pyłek kwiatowy i pierzga w lecznictwie klinicznym (2010)[48]
- Leczenie propolisem chorób uszu, nosa, gardła (2011)[49]
- Propolis w chorobach wewnętrznych (2011)[50]
- Produkty pszczele w trudnych do leczenia chorobach dermatologicznych (2012)[51]
- Pszczeli pyłek kwiatowy - monografia (2012)[52]
- Mleczko pszczele – monografia (2013)[53]
- Produkty pszczele w leczeniu chorób serca i układu krążenia (2015)[54]
- Możliwości leczenia chorób serca i układu krążenia za pomocą produktów pszczelich (2016)[55]
- Mniej znane produkty pszczele (2017)[56]
- Miody odmianowe i ich znaczenie lecznicze (2018)[57]
- Zastosowanie miodu i ziół w terapii (2018)[58]
- Apikosmetyka. Miód, propolis, pyłek kwiatowy, mleczko pszczele, jad pszczeli, wosk (2020)[59]